# Reggie Walker
Reginald Edgar "Reggie" Walker , född 16 mars 1889 i Durban, död 5 november 1951 i Durban, var en sydafrikansk friidrottare.
Walker blev olympisk mästare på 100 meter vid olympiska sommarspelen 1908 i London. Han tränades av Sam Mussabini.